# Енцикліка
Енци́кліка (лат. encyclica, грец. εγκυκλιος «круговий», «по колу» або «всебічний») — офіційний пастирський лист, написаний Папою або під його керівництвом щодо моральних, доктринальних чи дисциплінарних питань і адресований Вселенській Церкві.
Енциклікою спочатку називався лист, надісланий до всіх церков певної місцевості давньоримської церкви. Сучасне розуміння папських енциклік починається з понтифікату Бенедикта XIV Ubi Primum (1740 р.).
Назва енцикліки завжди містить перші слова вступного речення. Зазвичай офіційна версія енцикліки пишеться латинською мовою.